# Pentres
Les Pentres (Latin : Pentri) étaient l'une des plus importantes tribus samnites du Samnium.

## Historique
Leur capitale était Bovianum Undecumanorum (Tite-Live ix. 31), la moderne Bojano (province de Campobasso), au cœur même du territoire des Samnites, et il est donc probable qu'ils occupaient toute cette région accidentée et montagneuse qui s'étend des frontières du Latium, dans la vallée du Liris (Liri moderne), à celles des Frentans (au nord-est) et des Caracènes (au nord-ouest), vers la mer Adriatique. Mais il est impossible de déterminer leurs limites exactes, ou de séparer leur histoire de celle des autres Samnites.
Deux autres villes importantes étaient Allifae et Aesernia.
Il est probable, en effet, que, tout au long des guerres samnites, les Pentres étaient la tribu dirigeante de ce dernier peuple, et qu'ils prirent toujours part à la guerre, que cela soit spécifié ou non. La seule fois où nous entendons parler de leur séparation du reste de leurs compatriotes, c'est pendant la deuxième guerre punique, quand on nous dit que tous les autres Samnites, à l'exception des Pentres, se déclarèrent en faveur d'Hannibal Barca après la bataille de Cannes, en 216 av. J.-C. (Tite-Live xxii. 61.). Ils ont aussi participé à la troisième guerre samnite, à la bataille de Sentinum (295 av. J.-C.) avec les Hirpins et les Sénons.
Toute trace de la distinction entre eux et les autres Samnites semble avoir été perdue par la suite, et leur nom n'est même pas mentionné par Strabon ou Pline l'Ancien.